# Sherlock Holmes a Washington
Sherlock Holmes a Washington (Sherlock Holmes in Washington), è un film del 1943 diretto da Roy William Neill, quinta pellicola gialla basata sul personaggio di Sherlock Holmes della serie interpretata dalla coppia Basil Rathbone-Nigel Bruce e prodotta da Universal Studios. Il film ha una sceneggiatura originale che non si ispira a nessuno dei racconti di Arthur Conan Doyle.

## Trama
Un agente segreto britannico porta con sé un documento vitale e viene assassinato durante un suo viaggio negli USA. Holmes deduce che egli stesse portandosi addosso il documento in forma di microfilm e si reca a Washington con Watson per trovare il killer e riportare il documento in mani sicure prima che possa cadere tra le grinfie di una complessa rete di controspionaggio internazionale. Prima di morire, l'agente è riuscito però a passare il microfilm che corre di mano in mano senza che i diversi proprietari se ne rendano conto.

## Produzione
Il film è il primo della serie ad essere completamente originale e non basato su materiale scritto da Arthur Conan Doyle, la trama spionistica fu ideata dagli sceneggiatori Bertram Millhauser e Lynn Riggs..